# Iñaki Peña
Ignacio "Iñaki" Peña Sotorres (sinh ngày 2 tháng 3 năm 1999) là một cầu thủ bóng đá chuyên nghiệp người Tây Ban Nha, thi đấu ở vị trí thủ môn cho câu lạc bộ Barça Atlètic và Barcelona.

## Sự nghiệp câu lạc bộ

### Barcelona
Sinh ra ở Alicante, Cộng đồng Valencia, Peña bắt đầu sự nghiệp cầu thủ của mình tại lò đào tạo của Alicante CF vào năm 2004 khi chỉ mới 5 tuổi. Năm 2012, ở tuổi 13, anh gia nhập lò đào tạo La Masia của câu lạc bộ Barcelona từ Villarreal. Anh nằm trong đội hình vô địch UEFA Youth League 2017–18 và là cầu thủ bắt chính trong trận chung kết với Chelsea.
Ngày 16 tháng 4 năm 2018, Peña gia hạn hợp đồng với Barça trong ba mùa giải, với điều khoản gia hạn hợp đồng cho hai mùa giải tiếp theo. Sau đó, anh được chuyển sang đội dự bị đang thi đấu tại Segunda División B trước khi mùa giải 2018–19 khởi tranh và có trận ra mắt ở cấp độ chuyên nghiệp vào ngày 6 tháng 10 bằng trận hòa 1-1 trên sân nhà trước CD Atlético Baleares.
Vào ngày 30 tháng 10 năm 2018, Peña được gọi vào đội chính cho trận lượt đi vòng 1/16 với Cultural Leonesa tại Copa del Rey với vai trò dự bị cho Jasper Cillessen, nhưng không được sử dụng trong trận thắng 1-0 trên sân khách. Anh ấy cũng xuất hiện trên băng ghế dự bị trong một số trận đấu khác của mùa giải khi Cillessen và người bắt chính Marc-André ter Stegen bị chấn thương.
Peña một lần nữa xuất hiện trên băng ghế dự bị cho đội hình chính trong mùa giải 2019–20, thay thế cho sự vắng mặt của Neto vì chấn thương. Vào ngày 6 tháng 10 năm 2020, Barcelona đã kích hoạt điều khoản gia hạn thêm hai năm với Peña.

#### Galatasaray (cho mượn)
Vào ngày 31 tháng 1 năm 2022, Peña gia nhập Galatasaray theo dạng choi mượn tới hết mùa giải.

## Sự nghiệp quốc tế
Peña đã thi đấu cho Tây Ban Nha ở các cấp độ dưới U-16, U-17, U-18 và U-19, có tổng cộng 28 lần khoác áo các đội tuyển. Anh cũng đoạt ngôi á quân trong Giải vô địch U-17 châu Âu, là sự lựa chọn bắt chính trong suốt giải đấu.
Do một số cầu thủ đội tuyển quốc gia bị cách li sau khi Sergio Busquets dương tính với COVID-19, đội U-21 Tây Ban Nha đã được triệu tập cho trận giao hữu quốc tế với Lithuania vào ngày 8 tháng 6 năm 2021.

## Thống kê sự nghiệp

### Câu lạc bộ
Tính đến 10 tháng 3 năm 2022
| Câu lạc bộ          | Mùa giải            | Giải vô địch          | Giải vô địch | Giải vô địch | Cúp  | Cúp | Châu lục | Châu lục | Tổng cộng | Tổng cộng |
| Câu lạc bộ          | Mùa giải            | Hạng đấu              | Trận         | Bàn          | Trận | Bàn | Trận     | Bàn      | Trận      | Bàn       |
| ------------------- | ------------------- | --------------------- | ------------ | ------------ | ---- | --- | -------- | -------- | --------- | --------- |
| Barcelona B         | 2018–19             | Segunda División B    | 20           | 0            | —    | —   | —        | —        | 20        | 0         |
| Barcelona B         | 2019–20             | Segunda División B    | 21           | 0            | —    | —   | —        | —        | 21        | 0         |
| Barcelona B         | 2020–21             | Segunda División B    | 13           | 0            | —    | —   | —        | —        | 13        | 0         |
| Barcelona B         | 2021–22             | Primera División RFEF | 9            | 0            | —    | —   | —        | —        | 9         | 0         |
| Barcelona B         | Tổng cộng           | Tổng cộng             | 63           | 0            | 0    | 0   | 0        | 0        | 63        | 0         |
| Galatasaray         | 2021–22             | Süper Lig             | 5            | 0            | 0    | 0   | 1        | 0        | 6         | 0         |
| Tổng cộng sự nghiệp | Tổng cộng sự nghiệp | Tổng cộng sự nghiệp   | 68           | 0            | 0    | 0   | 1        | 0        | 69        | 0         |

## Danh hiệu
Barcelona
- La Liga: 2018–19
- Copa del Rey: 2020–21[15]
- UEFA Youth League: 2017–18[16]

U17 Tây Ban Nha
- Á quân Giải vô địch bóng đá U-17 châu Âu: 2016 [17]